# Musca hervei
Musca hervei är en tvåvingeart som beskrevs av Villeneuve 1922. Musca hervei ingår i släktet Musca och familjen husflugor. Inga underarter finns listade i Catalogue of Life.